# 당진중학교 대호지분교
당진중학교 대호지분교(唐津中學校 大湖芝分校)는 대한민국 충청남도 당진시 대호지면 조금리에 있는 공립 중학교이다.

## 학교 연혁
- 1987년 12월 1일 : 당진중학교대호지분교장 설립 인가
- 1989년 3월 6일 : 당진중학교대호지분교장 개교
- 2005년 3월 1일 : 당진중학교대호지분교장 3학급 편성
- 2024년 1월 5일 : 제33회 졸업식(졸업생 수 3명, 총 1,177명)
- 2024년 3월 4일 : 신입생 입학
- 2024년 9월 1일 : 제31대 송기석 교장 부임

## 참고 자료
- 당진중학교 대호지분교 - 한국교육학술정보원 학교알리미